# Superheist
Superheist es una banda australiana de nu metal, que se formó en 1993. Editaron dos EPs, trece sencillos, un álbum recopilatorio/en vivo y tres álbumes de estudio, The Prize Recruit (2001) e Identical Remote Controlled Reactions (2002), ambos álbumes llegaron al top 20 en la tabla de álbumes de ARIA. Su álbum de regreso "Ghosts of the Social Dead" (2016) alcanzó el n.º 3 en las listas de AIR y se mantuvo en el top 10 durante 4 semanas.
Cuatro de los sencillos del grupo, "Crank the System" (noviembre de 2000), "Bullet" (marzo de 2001), "7 Years" (mayo de 2002) y "A Dignified Rage" (septiembre de 2002), cada uno de ellos alcanzó un máximo en el Top 50 de la Tabla de Singles de ARIA. En los "ARIA Music Awards" de 2001 Kalju Tonuma fue nominado como "Productor del Año" e "Ingeniero del Año" por su trabajo en The Prize Recruit. Al año siguiente, en la ceremonia del 2002, "A Dignified Rage" fue nominado como "Ingeniero del Año" por Norton y Adam Rhodes. El grupo se disolvió en febrero de 2004 y publicó un álbum póstumo, New, Rare, Live en noviembre de ese año. En agosto de 2016 se anunció que la banda se había reformado y posteriormente publicaron un nuevo álbum, Ghosts of the Social Dead, el 28 de octubre de 2016.

## Historia

### Formación y período inicial (1993–1996)
Superheist se formó en Frankston, Victoria en 1993. La alineación original era Rod "Berger" McLeod como vocalista, DW Norton en la guitarra, Sean "Seanheist" Pentecostés en la batería, Fetah Sabawi en los teclados y muestras, y Adrian Sudborough en el bajo. La banda se llamaría originalmente Orgheist, inspirada en las bandas europeas de grind core que les influyeron en su momento.
El nombre pronto se cambió a Superheist, Berger proporcionó el "Super" mientras que Norton proporcionó el "Heist". McLeod y Norton se conocieron en la escuela primaria de Overport en Frankston Victoria en 1980 y más tarde asistieron juntos a Frankston High School. Sean Pentecostés era un amigo mutuo que trabajaba en una tienda de música local, Frankston Guitar Village, y había tocado anteriormente con Norton, Mcleod y Sudborough en la banda de rock alternativo Big Pop Monsters. La primera actuación en vivo de Superheist fue en el 21st Century Dance Club, Frankston apoyando a los Cosmic Psychos. En 1994 editaron un casete de cinco pistas de reproducción extendida, Apocalypse, que fue grabado en los estudios Backbeach en Rye, Victoria y más tarde distribuido por Warhead Records. El estilo de la banda en esta etapa temprana era grindcore, rage. Australian Broadcasting Corporation (ABC). Archived from the original on 21 May 2008. Retrieved 4 September 2014. </ref> en el molde de Napalm Death e incorporaba tonos de sintetizador, samples y voces limpias mezcladas entre los brutales beats de explosión y los gruñidos de la muerte. El enfoque de la banda fue empujar los límites del metal extremo mientras introducían melodías y líneas de enganche inspiradas en el pop y el nu-wave. El demo fue recibido con críticas muy favorables en todo el país y, a medida que la banda comenzó a hacer giras a nivel nacional, rápidamente se ganó un público leal y fanático. Más tarde ese año el bajista Sudborough fue reemplazado por Adam "Donut" Donath y el año siguiente se pasó de gira por el país con bandas como In:Extremis, Damaged y Beanflipper. Superheist eran ahora una característica regular de la escena grind de Melbourne y tocaron en lugares como The GB y The Hell Club, la banda estaba aprendiendo su arte y perfeccionando lo que finalmente se convertiría en la base para un show en vivo de clase mundial. A principios de diciembre de 1995 aparecieron en el festival anual de Metal for the Brain en Canberra, que recaudó fondos para la Fundación Nacional de Lesiones Cerebrales. Esta actuación fundamental ayudó a la banda a establecerse para los próximos años. Volvieron para el festival de 1996, pero para entonces Seanheist había dejado el grupo debido a su menguante interés por tocar metal extremo. Aaren "Suds" Suttil (1974-2006) de Dreadnaught lo reemplazó en la batería.

### Chrome Matrix (1997–1998)
En septiembre de 1997 la banda firmó con el sello Shock Records de Melbourne en su filial Cutthroat y publicó un EP de cinco canciones, Chrome Matrix. Este EP mostró un cambio del tradicional grindcore a un estilo industrial más pulido de death metal. Más muestras y voces limpias se deslizaron en el sonido junto con más énfasis en los teclados y loops. La banda incluso experimentó con re-mezclas con el tema "Platinum Matrix". La épica "Subhuman" mostró la versatilidad de las voces de McLeod y sus inteligentes letras. El EP también contenía dos temas ocultos de la demo de Apocalypse, Retarded Barbie y Perfect World. Durante la grabación, el bajista Adam "Donut" Donath se cortó el pulgar en un accidente industrial y no pudo terminar sus partes. El resto de las partes de bajo para el EP fueron completadas por Norton, mientras que Donut se recuperó aún inseguro de su capacidad para volver a tocar el bajo. El artista local de Melbourne, Barney "Barnaby Butters" Hughes (fallecido) se unió al grupo temporalmente para ayudar en las tareas de bajo para varios shows en vivo. Más problemas de alineación plagaron la banda con los compromisos del baterista Aaren Suttil con Dreadnaught aumentando, él eligió dejar la banda en buenos términos. El baterista de In:Extremis, Adam Messenger, sustituyó a la siguiente serie de shows en vivo y grabó una serie de temas de estudio con la banda, incluyendo "Times Killing" y "Pocket Full of Lies". Estos temas aparecen en el lanzamiento de la banda de 2004: "New, Rare, Live".
A finales de 1998, después de una reunión y un intercambio de demostraciones entre Berger, DW y Seanheist en el Hotel Esplanade en St. Excitados por el nuevo sonido y el cambio de Grindcore/Industrial death metal a una vena más nu-metal, la composición de las canciones continuó, y se sentaron las bases para lo que finalmente se convertiría en el EP 8 Miles High y el nacimiento del clásico sonido de metal saltarín de Superheist. Las demos posteriores a Chrome Matrix incluyeron versiones tempranas de Karma, Fluid y Syncin' In. Chris Ainsworth (un amigo del propietario de Back Beach Studios, Mark Rachelle) se ocupó temporalmente de los teclados y las muestras mientras Fetah Sabawi viajaba al extranjero. Superheist luego pasó a tocar una serie de shows por toda la costa este. Sin haber sido liberado por más de un año, la banda luchó por mantener los números en los shows en vivo. En 1998 Superheist anunció que el bajista Simon "Si" Durrant, de los Industrial Death Metalers de Adelaida, In:Extremis, sería el sustituto a tiempo completo del lesionado Donut, que nunca recuperó su plena capacidad de tocar.

### 8 Miles High y el comienzo del éxito comercial (1998-2000)
A principios de 1998 Fetah regresó a Australia y la banda comenzó a grabar temas para su álbum debut, que finalmente se convirtió en el EP de ocho temas, 8 Miles High. La banda ya había lanzado el sencillo Two-Faced (Check Your Head Up) en 1998 y lo siguió con un segundo sencillo de 4 pistas "Karma" a principios de 1999 El grupo siguió actuando en el Vans Warped Tour, y luego apoyó a Fear Factory en su gira por la costa este de Australia. En junio de 1999 Superheist hizo una gira nacional apoyando a Sepultura a finales de ese año, después de una pesada agenda de giras, Bassist Si Durrant se volvió loco en una habitación de hotel en Brisbane causando cientos de dólares en daños. La banda fue perseguida fuera de la ciudad por la policía de Queensland y, posteriormente, Durrant dejó la banda y volvió a Adelaida donde se unió a un proyecto de corta duración, Screwface:13. Fue reemplazado en agosto por el bajista de sesión de Melbourne Drew Dedman (ex Iconklast), que había conocido a DW (para entonces un conocido productor de estudio) mientras grababa pistas de bajo para "Lost Culture" de Toecutter en el estudio Back Beach Recording. A continuación se realizó una breve gira por la Costa Este y el Sur de Australia con diferentes grados de éxito. Con el sonido de la banda cambiando dramáticamente, algunos fanes lucharon por conectarse con la nueva dirección. De vuelta a Melbourne, el grupo grabó su primer vídeo musical para el tercer sencillo Have Your Way. Aunque nunca fue lanzado oficialmente, el sencillo de Have Your Way fue distribuido por Shock como promoción para el posterior lanzamiento de 8 Miles High y se ha convertido en un artículo muy codiciado por los coleccionistas. En octubre de 1999, Superheist grabó una versión de Walls by the Flowers en los estudios ABC de South Melbourne. Este tema fue presentado por la estación de radio nacional Triple J como parte del mes de la música Aus en noviembre. Un apoyo regional victoriano con los Screaming Jets, un regreso a Canberra para Metal for the Brain el 28 y un puñado de shows locales y de la costa este. La banda finalmente tuvo su primera experiencia en un gran escenario de festival de verano al conseguir un lugar temprano en el Falls Festival, en la víspera de Año Nuevo. Esta actuación permitió a la banda mostrar su nuevo sonido a un público mucho más amplio y se ganó los corazones de muchos con un ardiente espectáculo en vivo. En Shock Records, el sello Shagpile fue descontinuado y Superheist no tenía ni el presupuesto ni el tiempo para grabar nuevos temas con Dedman para un álbum de estudio completo, así que 8 Miles High fue reducido a 8 temas y lanzado como un EP el 24 de enero. Aunque aparecen en la ilustración y están acreditados como bajistas, todos los temas de 8 Miles High fueron tocados por Si Durrant o DW Norton. El tema de apertura del EP, "Pulse", salió al aire en la red de radio nacional, Triple J. Más tarde se incluyó en un álbum recopilatorio de varios artistas, Full Metal Racket. En enero del 2000, Dedman finalmente se unió como miembro de tiempo completo. Con el bajo altamente cualificado de Dedman, la sección rítmica de la banda nunca había sonado mejor y el escenario estaba preparado para que Superheist llevara las cosas al siguiente nivel. 8 Miles High había tenido un impacto significativo en las listas alternativas australianas, Pulse, Two-Faced, Karma y Have You Way estaban recibiendo un significativo airplay. Esto condujo a un puesto de apoyo principal con Grinspoon en su gira australiana en febrero. Esta gira rompió efectivamente la banda a nivel nacional. Como resultado del éxito de la gira y de 8 Miles High, la banda fue contactada por Gregg Donovan de Step2 artist management (Grinspoon, Airbourne) quien les ofreció un contrato de management. "Pulse" fue archivado a favor de una versión remezclada y relanzada de 2 Face. La banda grabó un clip de película para la nueva versión de la canción que fue filmada en Melbourne y la canción fue relanzada a la radio como un sencillo promocional de Shock records. La funda del CD incluía un nuevo logo de la banda más al estilo de la banda de nu-metal estadounidense Limp Bizkit. Esto se hizo sin el permiso de la banda y fue rápidamente retirado de la circulación después de las quejas de la banda. La relación de Superheist con Shock Records fue a menudo puesta a prueba con el sello tomando numerosas decisiones desafortunadas sin consultar a la banda.

### The Prize Recruit(2000–2002)
A mediados del 2000 la banda comenzó a escribir y grabar demos para su álbum debut. El productor Kalju Tonuma, (Bodyjar, Hunters and Collectors, 28 Days, The Mavis's), fue contratado para el proyecto. Alrededor de 30 demos fueron grabados por la banda en este momento. "Crank the System", lanzado en noviembre de 2000 fue el primer sencillo y también el primero para la nueva filial de Shock Records, Pivotal. El clip de la película fue filmado en un viejo almacén en Northern Beaches, Sídney. Hubo un llamado en Triple J en la mañana del rodaje para que la gente se presentara como los "trepadores de jaula" La canción alcanzó el número 45 en la tabla de ARIA Singles y el clip recibió una alta rotación en Rage de ABC, MTV y el canal de música por cable Channel V. El sencillo contenía un lado B llamado "Bullet for You", un tema que fue inicialmente desechado para el lanzamiento del Prize Recruit y fue grabado en Back Beach durante el demoing inicial del álbum. Esto finalmente sería ligeramente reelaborado, regrabado y lanzado como Bullet y se convertiría en el segundo sencillo del álbum lanzado en marzo de 2001. Algunos dirían que Bullet se convirtió en el tema más popular de la banda en vivo. En abril de 2001, 8 años después de su comienzo, Superheist lanzó su primer álbum de estudio de larga duración, The Prize Recruit, El álbum debutó en el n.º 12 de la lista de álbumes de ARIA. Un crítico de Rolling Stone lo describió como "cómo debería sonar la nueva raza pesada". Wookubus, del sitio web Theprp.com, sintió que la banda "continúa evolucionando y cada faceta de su expresión auditiva se ha intensificado un poco, desde el uso más abarcador de la programación hasta la variación vocal más fuerte y las estructuras más elegantes de las canciones" con el álbum en general "un paseo muy exuberante y colorido que el oyente puede, en sentido figurado, deslizarse a través de él, con pocos o ningún inconveniente". Seguro que hay algunos momentos en los que las cosas se vuelven demasiado abiertamente amigables para la radio o suenan un poco comercialmente enfocadas, pero con la mayor parte del material incluido representando una mezcla ecléctica del crujido energético del metal moderno, tales cosas son bastante fáciles de pasar por alto". The Prize Recruit fue grabado predominantemente en el estudio Sing Sing de Melbourne y fue mezclado por Rick Will (Incubus) en el STUDIO 301 en Sydney. Las voces y los arreglos del álbum fueron grabados en una casa de playa en Portsea Victoria. En los ARIA Music Awards de 2001 Tonuma fue nominado como Productor del Año e Ingeniero del Año por el álbum. El disco fue masterizado en los Estados Unidos por Stephen Marcussen (Alice In Chains, Fear Factory, Aerosmith, Foo Fighters). En marzo del año siguiente, un representante de Shock Records afirmó que el sello había gastado 250-300.000 dólares en el álbum y que, a pesar de que las ventas se acercaban a las 35.000 unidades, todavía estaban cortos de cubrir sus gastos. El segundo sencillo del álbum, "Bullet", había aparecido en marzo de 2001, que llegó a su punto máximo en el número 45. El tercer sencillo del álbum, "Step Back/Slide" (julio), tuvo menos éxito en las listas de éxitos, aunque llegó a los 100 primeros. En agosto, Superheist apoyó a Eminem en sus conciertos de Sídney y Melbourne. Una elección extraña para la ranura de apoyo, pero Superheist acaparó la atención y tocó para más de 25,00 personas en dos noches. La popularidad de Superheist estaba en su punto más alto. Una gira australiana de 40 conciertos agotados, portadas de revistas, emisión nacional en Triple J, y el Canal V de la televisión de pago y un enorme seguimiento en directo, la banda estaba lista para la siguiente fase.
A finales de octubre de 2001, Superheist se embarcó en su primera gira por los Estados Unidos. Con los deberes de la gerencia de los EE. UU. tomados por Gary Avila o Bigtime Management Paparoach la banda se estableció en West Hollywood. Su primer show en vivo fue un showcase en los estudios SIR en Hollywood frente a una sala llena de ejecutivos de compañías discográficas y periodistas. Superheist había llegado a Estados Unidos con un gran éxito, y la industria estaba en pleno apogeo para ver de qué se trataba. La banda tocó un set ajustado y enérgico. Los espectadores quedaron adecuadamente impresionados. En las siguientes semanas comenzó una guerra de ofertas para la firma de la banda y un contrato discográfico en los Estados Unidos. Con compromisos en Australia, la banda dejó América y voló a casa el 5 de septiembre de 2001. El 11 de septiembre de 2001 un devastador ataque terrorista en las torres gemelas de Nueva York hizo que se perdieran todas las negociaciones y la comunicación con los sellos discográficos de Perspectiva hasta febrero de 2002. Para entonces todo el interés en firmar con Superheist se había perdido. Este fue un momento definitorio para Supeheist. La banda sintió que había perdido su llamado. La inquietud se estableció entre algunos miembros. Aun así, la escritura de canciones continuaba. Norton movió el sonido desde el "rap rock" a un sonido más recto de rock metal. Esto no le sentó bien al vocalista Berger. La relación se tensó aún más cuando Berger se distanció de la banda. En una reunión de la junta directiva organizada por la gerencia, Berger declaró que "sólo tocaría en los grandes espectáculos y la banda sería abandonada por la compañía discográfica si decidía irse". A mediados de noviembre, Superheist se puso en marcha con el lanzamiento del Music Bus de Channel V. La noche anterior al comienzo de la gira, la banda tocó un espectáculo de precalentamiento en un evento para todas las edades en el centro juvenil de Berwick. Mcleod dijo que no se sentía bien en la noche y se negó a subir al escenario, el evento se agotó y Superheist se negó a cancelar el show en el último minuto. La banda buscó desesperadamente un vocalista de relleno. Primero se acercaron a Wes de Another Race y luego finalmente a Joey Biro de uno de los apoyos anteriores, From the Inside, no solo Joey conocía todas las canciones de Superheist, sino que hizo una actuación increíble que sorprendió a la multitud y a la banda. Berger se negó a ir a la gira del Music Bus de Channel V, así que Superheist invitó a Joey Biro para que fuera su sustituto en los espectáculos. Los siguientes días Biro se quedó con la banda y emprendió el autobús musical del Canal V a través de las regiones de Victoria y Nueva Gales del Sur. Con transmisiones en vivo por la televisión nacional que revelaron un cantante de relleno y sorprendentes fanes en todo el país. Durante la semana caótica, que se transmitió por la televisión nacional, quedó claro para el resto de la banda que McLeod ya no compartía el compromiso y el entusiasmo y que la banda ya no confiaba en él como su cantante principal. Se le dio un ultimátum final y después de consultar con la gerencia y la disquera fue despedido de la banda y reemplazado por Biro esa misma semana. En 2002 Superheist iba a tocar en todos los grandes festivales de Australia, incluyendo un espacio en el escenario principal en el codiciado BIG DAY OUT. Los shows fueron un gran éxito con Biro ganándose a los fanes con sus actuaciones sinceras y su poderosa voz.

### Identical Remote Controlled Reactions(2002–2004)
Tras el gran éxito del festival Big Day Out en enero de 2002, el grupo comenzó a trabajar en su segundo álbum, Identical Remote Controlled Reactions (septiembre de 2002). Grabado en los estudios Sing Sing de Melbourne y coproducido por dw Norton y Adam Rhodes (The Dirty Three), el álbum alcanzó el número 20 en la lista nacional de ARIA.
El sencillo líder, "7 Years", había aparecido en mayo de 2002, y alcanzó su punto máximo en el número 29, el sencillo más alto del grupo. Le siguió en agosto una balada de rock semi-acústica, "A Dignified Rage", que alcanzó el número 50. En los ARIA Music Awards de 2002, Norton y Rhodes fueron nominados como Ingeniero del Año por "A Dignified Rage". IRCR presentó al nuevo vocalista Joey Biro de manera audaz. El sonido era generalmente más pesado que el de The Prize Recruit, pero mostraba una madurez en la composición y en la interpretación de las canciones. El estilo vocal emotivo de Biro prestaba a una versión más épica del estilo de riffs de rock pesado de Superheist. En julio de 2003 la banda fue a América por segunda vez con la esperanza de recuperar el interés perdido después del 11 de septiembre. La banda tocó en shows sólidos en el Viper Room y el Roxy y en varias vitrinas, pero no consiguieron ese esquivo contrato discográfico internacional importante al que se habían acercado tanto solo un año antes. Los abatidos miembros regresaron a Australia. En este punto algo cambió claramente dentro de la banda. Después de una serie de giras no tan exitosas por la costa este y de presentaciones a finales de año, Superheist fue abandonado por la gerencia de Step2 Artist y el caos interno se extendió entre la banda. Después de casi 2 años de giras sólidas, álbumes consecutivos y un cambio de vocalista principal las grietas empezaron a aparecer. La banda tocó en todos los grandes festivales de rock a finales de 2002 y terminó el año con un desastroso show de fin de año en Hastings, Victoria. El bajista Drew Dedman, sintiéndose desilusionado después de unos meses tumultuosos, dejó la banda esa noche y regresó a casa en la costa norte de Nueva Gales del Sur negándose a hablar con la banda durante los primeros meses de 2003. Sin embargo, la banda continuó escribiendo y grabando demos para el tercer álbum sin bajista, Norton grabó el bajo en los demos durante este tiempo. En el 2003, Superheist fue invitado a tocar en el Crusty Demons del Dirt Nine Lives Tour, después de una larga discusión la banda fue capaz de persuadir a Dedman para que volviera a Melbourne y se uniera a la banda para la gira y empezar a escribir y ensayar de nuevo. El 8 de agosto de 2003, la banda grabó un set en vivo en The Corner Hotel en Richmond, Victoria, que estaba programado para ser lanzado como su primer álbum en vivo. Este concierto sería posteriormente lanzado como disco 2 de New, rare, Live. Superheist fueron inicialmente anunciados para aparecer en Metal for the Brain el 20 de diciembre, sin embargo, en octubre cancelaron su aparición. La última gira de la banda fue en el norte de Queensland durante el mes de diciembre, la demo del nuevo álbum estaba tomando mucho tiempo, el fracaso de conseguir una nueva dirección a bordo, las actuaciones inconsistentes y las tensiones entre Norton y Biro se dispararon hasta el punto de ruptura en el último mes de la gira. Superheist regresó a Melbourne, Biro se ausentó sin permiso y finalmente fue despedido de la banda en enero. Más demostraciones fueron hechas a principios de 2004 pero sin éxito. En febrero de 2004 Norton anuncio que Superheist se había disuelto. Durante su carrera Superheist había logrado un éxito significativo en las listas de éxitos con cuatro sencillos que aparecieron en el Top 50 y ambos álbumes de estudio entraron en el Top 20. Superheist fue visto como un pionero de la música pesada en Australia. Llevando las guitarras afinadas pesadas a las masas principales.

### New, Rare, Live y post Heist (2004–2015)
Con un montón de material inédito y las demos del tercer álbum acumulando polvo, Norton contactó con Shock Records con la idea de publicar las canciones como un disco de "despedida". Las demos fueron completadas y mezcladas por Norton por su cuenta en los estudios Backbeach. El doble álbum fue compilado usando material inédito de 8 Miles High, The Prize Recruit y las eras IRCR, así como las nuevas demos inéditas. Norton también añadió un tema llamado "The Road" que fue escrito en colaboración con Cam Baines de Bodyjar y Phil Rose de Nursery Crimes. Baines grabó las voces de este tema en "Cabin in the woods" de Norton en un lugar remoto de Victoria. "The Road" abre el álbum seguido por cuatro de los nuevos temas de demostración y un número de rarezas incluyendo el tema del título del EP 2000 8 Miles High que fue omitido del lanzamiento original. En noviembre de 2004 el álbum recopilatorio póstumo, New, Rare, Live, fue lanzado por Shock Records como un set de 2 CDs. El diseño fue aportado por el diseñador de Melbourne Richard DeSilva, quien también trabajó con la banda en Identical Remote Controlled Reactions. Ha habido tres intentos de reforma desde que la banda se separó en 2004. En 2006 Norton y Dedman comenzaron a hacer demostraciones de nuevos temas con Matt "Skitz" Sanders de Damaged en la batería, Seanheist se había lesionado la rodilla y el tobillo y no pudo comprometerse a grabar en este momento. Tres nuevas canciones fueron grabadas pero nunca fueron terminadas completamente y pronto fueron archivadas. El segundo intento de reforma fue en 2008 con la alineación de Biro, Norton, Seanheist y Dedman ensayando algunas canciones viejas y tocando material nuevo un puñado de veces. Los choques de personalidad, las viejas quejas y el mal momento hicieron que la reforma fuera imposible de llevar a cabo. En 2012 los cinco miembros de la banda de la alineación IRCR finalmente se pusieron al día y se reunieron en la fiesta del 10.º aniversario del álbum en el bar Norton's (Whole Lotta Love) en Melbourne, las conversaciones sobre la reforma estaban una vez más sobre la mesa, pero nada eventual.
Norton formó "Walk The Earth" con su buen amigo Richard De Silva. La banda estaba formada por dos miembros de las leyendas del grind de Melbourne, Jamie Ludbrook y Matt "Skitz" Sanders. El EP "Rampant Calamities", aclamado por la crítica, fue publicado en el sello Norton's Faultine Records en 2005 y la banda se colocó en la cima de la escena de la música pesada en Australia, haciendo giras nacionales con Mudvayne, Slipknot y Hatebreed. Con el interés de Roadrunner Records en los Estados Unidos, la banda estaba preparada para grandes cosas. Las tensiones entre la banda y el vocalista Jamie Ludbrook llevaron a la salida del líder y después de probar con otros cantantes y grabar el EP inédito "A Winsome Savage" con el líder y buen amigo Matt "Cuz" Curry, la banda luchó por encontrar tiempo para otro intento serio y en 2009 entró en un hiato. Norton se tomó un tiempo de descanso de la música, retirándose del estudio de producción en 2011 y entrando en el negocio. Él es el copropietario de East Brunswick Tattoos y el bar Whole Lotta Love en Melbourne. También es el director de varias empresas de éxito. En 2014, después de un viaje a Egipto, volvió a la música. Escribiendo y grabando material para su proyecto en solitario RIFLEMAN. dw Norton es vegetariano y ha titulado tentativamente su álbum en solitario I Vegan. Drew Dedman formó una banda de jazz improvisado, The Lounge Machine en 2004, y tocó con el baterista y bajista de Melbourne K-Oscillate en 2005-2006. En 2008 se reunió con Joey Biro y formaron la banda de metal Lanstrum. Este proyecto de corta duración publicó 3 singles de demostración. Exceptional Remedy, The Eclipse y One the Same. La banda se separó durante la grabación de su álbum debut en 2010 debido a continuos conflictos de personalidad. Dedman ha tocado desde entonces con la banda electrónica experimental XXIII y a finales de 2015 se unió a los roqueros de Melbourne los Arcane Saints.

### Regreso yGhosts of the Social Dead(2016-2019)
El 26 de junio de 2016, Superheist anunció su regreso en su página de Instagram con un nuevo álbum titulado Ghosts of the Social Dead, publicado el 28 de octubre. También se anunció unas semanas más tarde que el exbaterista de Electrik Dynamite Benny Clark se había unido como sustituto del baterista original, Pentecostés, que no podía comprometerse con la reforma de la banda por razones personales..
En agosto, la banda lanzó el primer sencillo y vídeo del álbum, "Hands Up High", y reveló a Ezekiel Ox (Full Scale Revolution, ex-Mammal, Over-reactor) como su nuevo vocalista. El clip fue producido y dirigido por Gareth McGilvray. Un segundo sencillo, "Fearing Nothing", se estrenó el 7 de octubre. El tema fue grabado y producido por Jay Baumgardner en los estudios NRG en North Hollywood. El video musical fue producido y dirigido por Brian Cox de Flarelight Films, fue filmado en una casa en las colinas de Hollywood.
Lo que siguió fue una exitosa gira por las capitales, algunos espectáculos se agotaron. Durante esta gira filmaron su tercer clip para el álbum, la canción "Wolves in Your Headspace".
A principios de 2017 Superheist comenzó a anunciar nuevos espectáculos interestatales y aparecieron las ilustraciones para la gira nacional de"Scorched Earth".
A finales de enero de 2017, se le pidió a Benny Clark que dejara la banda, Dedman luego dejó Superheist para perseguir lo que su compañero describió en los medios sociales como un "bromance" con Clark.
Norton y Ox continuarían escribiendo el material de la banda, y han terminado de escribir el siguiente sencillo de la banda "Raise Hell" que sería lanzado a finales de febrero de 2017. El 1 de febrero de 2017, a través de Music.com.au, Norton y Ox anunciaron que el anterior miembro Si Durrant se encargaría del bajo, uniéndose a los miembros en vivo Gotcher y Sorenson en la gira, con la banda cumpliendo con sus fechas anunciadas de la gira QLD.
Dos días después Superheist anunció a través de su página de Facebook que John Sankey será el nuevo baterista de la próxima gira, obteniendo la mayor atención que la banda ha recibido.
El 24 de abril de 2018 la banda anunció en su Facebook el lanzamiento del pack "Now & Then" que incluía una versión remasterizada de su demo "Apocalypse", un nuevo EP de seis canciones titulado "Lights" y un álbum de grandes éxitos titulado The History Between Us; todos ellos fueron lanzados el viernes 27 de abril.

### Sidewinder (2019-presente)
El 3 de abril de 2019, la banda lanzó una nueva canción titulada "The Riot" y había anunciado que su cuarto álbum Sidewinder saldría a la venta el 3 de mayo de 2019. El nuevo álbum es el primero en el nuevo sello Black Mountain Music creado por el fundador de Superheist, dw Norton. Grabado y mezclado en el Black Mountain Sound Studio de Norton, Sidewinder es una continuación del lanzamiento de "Raise Hell" con su uso de guitarras de 8 cuerdas. A principios de abril de 2019 Superheist se embarcó en la gira inaugural del HeistFest por Australia junto con 36 Crazyfists, pesos pesados de Alaska. La actual formación de Norton, Ox, Gotcher, Sankey y Durrant ha demostrado ser la combinación más dinámica tanto en directo como en el estudio en los 25 años de historia de la banda.

## Miembros

### Miembros actuales

#### Miembros de estudio
- DW Norton - guitarra, coros (1993-2004, 2016-presente) Simon Durrant - bajo (1997-1999, 2017-presente)  Buey de Ezequiel - voz (2016-presente)  Keir Gotcher - guitarra (2017-presente)  John Sankey - batería (2017-presente)

#### Miembros de gira
- Andy Sorenson - teclados (2017-presente)

### Miembros pasados

#### Miembros de estudio
Según fuentes:
- Drew Dedman - bajo (1999-2004, 2016-2017) Benny Clark - batería (2016-2017)  Joey Biro - voz principal (2001-2004)  Sean Pentecostés - batería (1993-1995, 1998-2004)  Fetah Sabawi - teclados (1993-1996, 1999-2004)  Rod McLeod - voz principal (1993-2001)  Adam Donath - bajo (1993-1997)  Aaren "Suds" Suttil - batería (1996-1997)  Adam Messenger - batería (1996)  Adrian Sudborough - bajo (1993)

#### Miembros de gira
- Chris Ainsworth - teclados (1996-1998) Barney Hughes - bajo (1997-1997)  Richard De Silva - guitarra (2016-2017)

## Discografía

### Álbumes
| Título                              | Detalles de álbum | Posiciones máximas |
| Título                              | Detalles de álbum | AUS                |
| ----------------------------------- | --- | ------------------ |
| The Prize Recruit                   | - Lanzado: 16 de abril de 2001 - Discográfica: Pivotal Records/Shock Records (PIVOTAL0001) - Formatos: CD, descarga digital | 12                 |
| Identical Remote Controlled         | - Lanzado: 9 de septiembre de 2002 - Discográfica: Pivotal/Shock (PIVOTAL0002) - Formatos: CD, descarga digital             | 20                 |
| Ghosts Of The Social Dead           | - Lanzamiento: 28 de octubre de 2016 Discográfica: Dinner for Wolves - Formatos: CD, descarga digital, LP.                  | 52                 |
| Sidewinder                          | - Lanzamiento: 3 de mayo de 2019 - Discográfica: Black Mountain Music - Formatos: CD, descarga digital                      | —                  |
| "—" Denota un álbum que no gráfico. | |                    |

### Extended plays (EP)
| Título          | Detalles |
| --------------- | --- |
| Apocalypse demo | - Lanzado: septiembre de 1994. - Relanzado: 27 de abril de 2018 - Discográfica/s: Warhead Records/Dinner For Wolves. - Formatos: Casete, descarga digital |
| Chrome Matrix   | - Lanzado: 8 de septiembre de 1997. - Discográfica: Cut Throat/Shock (CUT001) - Formatos: CD, descarga digital                                            |
| 8 Miles High    | - Lanzado: 24 de enero de 2000. - Discográfica: Shagpile/Shock (SHAGCD7048) - Formatos: CD, descarga digital                                              |
| Lights          | - Lanzado: 27 de abril de 2018. - Discográfica: Dinner For Wolves - Formatos: descarga Digital                                                            |

### Álbumes recopilatorios
| Título                 | Detalles                                                                                          |
| ---------------------- | ------------------------------------------------------------------------------------------------- |
| New, Rare, Live        | - Lanzado: 15 de noviembre de 2004 - Discográfica: Pivotal/Shock - Formatos: CD, descarga digital |
| The History Between Us | - Lanzado: 27 de abril de 2018. - Discográfica: Dinner For Wolves - Formatos: descarga Digital    |

### Sencillos
| Título                            | Año  | Posiciones de gráfico máximas. | Álbum                                 |
| Título                            | Año  | AUS                            | Álbum                                 |
| --------------------------------- | ---- | ------------------------------ | ------------------------------------- |
| "Two Faced (Check Your Head Up)"  | 1998 | —                              | 8 Miles High                          |
| "Karma"                           | 1999 | —                              | 8 Miles High                          |
| "Have Your Way"                   | 1999 | —                              | 8 Miles High                          |
| "Crank The System"                | 2000 | 45                             | The Prize Recruit                     |
| "Bullet"                          | 2001 | 45                             | The Prize Recruit                     |
| "Step Back/Slide"                 | 2001 | 62                             | The Prize Recruit                     |
| "7 Years"                         | 2002 | 29                             | Identical Remote Controlled Reactions |
| "A Dignified Rage"                | 2002 | 50                             | Identical Remote Controlled Reactions |
| "Liberate"                        | 2003 | —                              | Identical Remote Controlled Reactions |
| "The Road"                        | 2004 | —                              | New, Rare, Live                       |
| "Hands Up High"                   | 2016 | —                              | Ghosts of the Social Dead             |
| "The Riot"                        | 2019 | —                              | Sidewinder                            |
| "---" para aquel que no posicionó |      |                                |                                       |

## Galería
|                               |
| Superheist en sus principios. |

|                     |
| Superheist en vivo. |

|                    |
| Superheist (2016). |